# Hal Colebatch (Autor)
Hal Gibson Pateshall Colebatch (* 7. Oktober 1945 in Perth, Western Australia; † 10. September 2019 ebenda) war ein australischer Autor, Dichter, Dozent, Journalist, Herausgeber, Biograf und Jurist.

## Herkunft
Colebatch war der dritte Sohn des australischen Biografen und Politikers Hal Colebatch (1872–1953). Seine Mutter Marion Colebatch war die Tochter des langjährigen Bürgermeisters und Parlamentariers von Fremantle Frank Gibson (1878–1965) und hatte als Krankenschwester in der Australian Defence Force gedient.

## Ausbildung
Er absolvierte an der University of Western Australia ein Studium der Geschichte und Politik und erlangte einen Bachelor with Honours, einen Master of Arts und in Politikwissenschaften wurde er zum Doktor der Philosophie promoviert. Später wurde er noch Bachelor of Laws.

## Leben und Werke
Colebatch’s Werk umfasst u. a. acht Gedichtbände, beginnend mit Spectators on the Shore im Jahr 1975 und einer Reihe von 20 Science-Fiction-Geschichten, die in den USA in der Larry-Niven-Reihe des Kzin-Krieg-Zyklus The Man-Kzin Wars veröffentlicht wurden. Die Episode Man-Kzin Wars XII enthält drei Erzählungen von Colebatch, wovon zwei in Zusammenarbeit mit Matthew Joseph Harrington geschrieben und im Februar 2009 veröffentlicht wurden. Colebatch publizierte auch Kommentare zu politischen, sozialen, rechtlichen oder wirtschaftlichen Themen und in Penguin’s A New Literary History of Australia, das 1988 erschienen war, wurde er als jemand beschrieben, der zu dieser Zeit „eine ruhige, aber stetige Karriere“ in der australischen Lyrik betrieb. Er trug auch regelmäßig zu Publikationen im Quadrant (einer australischen Zeitschrift für Literatur, Kultur und Politik) bei und sein 1999 erschienenes Buch „Blair’s Britain“ wurde im Spectator (London) zum Buch des Jahres gewählt.
Er schrieb ferner für die US-amerikanische Monatszeitschrift The American Spectator, für die australische Tageszeitung The Australian schrieb er die Editorials und gelegentlich publizierte er kleinere Beiträge für die Wirtschaftszeitung The Australian Financial Review. Weiterhin schrieb er für das Institute of Public Affairs, für das vierteljährlich erscheinende britische Magazin The Salisbury Review und für die amerikanische Literatur- und Kulturzeitschrift The New Criterion. Er schrieb auch regelmäßig Buchrezensionen und Beiträge in den Zeitungen The West Australian und The Record in Perth. Seine Rückkehr der Helden ist eine Studie über Heldenfantasien, darunter Der Herr der Ringe, Star Wars und Harry Potter und er hat mehrere Artikel für die J.R.R. Tolkien Encyclopedia: Scholarship and Critical Assessment verfasst. Über die australischen Politiker Victor Garland und Stanley Argyle (1867–1940) verfasste er Biografien.
Colebatch war auch Herausgeber zahlreicher Bücher, darunter auch das Buch Lucky Ross, das von John Ross, einem australischen Marineoffizier, der 19 Tage, bevor die HMAS Sydney im November 1941 mit allen Besatzungsmitgliedern versenkt wurde, von der Sydney abkommandiert worden war. Er hat Auftragsgeschichten über die Parents’ and Friends Association und die Victoria League (einer freiwilliger gemeinnützigen Organisation) in Westaustralien geschrieben. Er hat zwei Romane beim Verlag Acashic in Subiaco veröffentlichen lassen – Counterstrike, der in der nahen Zukunft in Westaustralien spielt und Time Machine Troopers, eine Fortsetzung von H. G. Wells Roman Die Zeitmaschine, die im Jahr 802719 n. Chr. spielt und die als Charaktere, sowohl Wells selbst, Winston Churchill, als auch Robert Baden-Powell enthält. Counterstrike wurde von The American Spectator und The Record (Perth) als „Thriller der Ideen und eines der ersten Bücher, das sich mit den Problemen des falschen und fabrizierten Gegenwissens auseinandersetzt“ beschrieben. Time Machine Troopers wurde als „besser als Wells“ und als „eine Subversion von Wells“ beschrieben.
Im Oktober 2011 veröffentlichte Picaro Press sein kleines Chapbook (deutsch: Heftroman) mit 20 Gedichten The Age of Revolution in der Reihe Wagtail [Poets] Nr. 113.
Er war auch Mitautor eines Buches über das Verkehrsrecht in Westaustralien, das 2007 zusammen mit Barrister Patrick Mugliston und dem ehemaligen Polizeisergeant Stewart Ainsworth veröffentlicht wurde. Colebatch hat auch einen Band mit Kurzgeschichten zur Veröffentlichung bei Akashic angenommen sowie einen Kurzfilm Fiddler's Green, geschrieben. Sein Buch Australia's Secret War wurde 2014 mit dem West Australian Premier's Literatur Preis ausgezeichnet, der aufgrund von Vorwürfen politischer Voreingenommenheit erhebliche Kontroversen hervorrief. Unter den Richtern für die Auszeichnung befanden sich Gerard Henderson (* 1945) und Peter Coleman (1928–2019). Das Buch beschreibt Streiks und angebliche Sabotage durch linke Gewerkschaften während des Zweiten Weltkriegs, obwohl viele der angeführten Beispiele entweder sehr ungenau waren oder sich auf unbegründete Aussagen einzelner Soldaten stützten.

## Poesie
Viele seiner Gedichte betreffen Perth und seine Vorstädte, den Swan River und Rottnest Island sowie Reisen nach Großbritannien, Asien, dem Nahen Osten und anderswo. Seine Poesien, wofür er verschiedene Preise gewann, wurden sowohl als freie Verse als auch stark strukturiert in Form von Sonetten und Sestinen verfasst. Colebatch wurde von Peter Alexander (1949–2015), Professor für Englisch an der University of New South Wales, in seiner Biografie über Les Murray als einer der besten Schriftsteller Australiens bezeichnet.
Sein siebter Gedichtband, The Light River, mit einem Vorwort von Les Murray, wurde 2007 bei Connor Court Publishing veröffentlicht. Im Vorwort stellte Murray fest, dass Colebatch’s Werk vom australischen Literaturestablishment zu Unrecht unterdrückt worden sei, weil er sich weigerte, sich poetischen Kreisen anzuschließen. Dieses Buch enthält neben anderen Werken, u. a., das lange erzählerische Gedicht A burning Petrol-Tanker, das von der Bergung eines brennenden Benzintankers auf See im Zweiten Weltkrieg erzählt und ein Gedicht It über die Rückkehr des Terrorismus. Das lange Gedicht Rehead with Phosphor (deutsch: Rotkopf mit Phosphor) ist eine romantische Liebesgeschichte. Seine Gedichte sind in etwa 25 Anthologien enthalten. The Light River wurde 2008 mit dem West Australian Premier's Literatur Preis für Poesie ausgezeichnet.

## Weitere Aktivitäten
Als Colebatch Anfang der 1970er Jahre als Reporter für die Tageszeitung The West Australian arbeitete, unternahm Colebatch mehrere Reisen in die westaustralische Region Kimberley, um mit dem australischen Naturforscher Harry Butler (1930–2015), einem langjährigen Freund, über den Bau und die Verfüllung des Ord River Damms und die damit verbundenen Tierrettungen zu berichten. Er war auch an der Erforschung der mehrere Kilometer langen Erweiterung der Easter Cave (deutsch: Osterhöhle) im Südwesten von Westaustralien beteiligt. Viele Szenen in den Man-Kzin Wars X: The Wunder War und in folgenden Bänden wurden in Höhlen und Grotten angesiedelt, was sein Wissen über dieses Thema widerspiegelt.
Zu seinen Hobbys zählten Segeln, Kriegsspiele und Unterwasserfotografie, insbesondere an den Riffen um Rottnest Island. Einen Großteil der Jahre 1973, 1983/84 und 1997/98 verbrachte er in Großbritannien, im Nahen Osten und in Europa. Er arbeitete auch für das Australian Institute for Public Policy, die „trockene“ Denkfabrik, die von John Hyde (* 1936) und dem Ingenieurs-Tycoon Harold Clough gegründet worden war; sowie für Debrett’s Publications (als geschäftsführender Herausgeber) und im Stab zweier Bundesminister – Victor Garland und Senator Chris Ellison. Nachdem er einige Zeit für die Anwaltskanzlei Stone James in Perth gearbeitet hatte, führte er bald auch seine eigene Kanzlei.
Colebatch war Dozent für kreatives Schreiben sowie Delikts- und Vertragsrecht an der Curtin University. An der University of Western Australia lehrte er Politikwissenschaft und an der Edith Cowan University und der University of Notre Dame Australia hielt er Vorträge über Internationales Recht.

## Politik
Colebatch kandidierte 1977 und 1993 bei den Staatswahlen im australischen Bundesstaat Western Australia als Kandidat der Liberalen für den Wahlbezirk Perth. Obwohl er weder bei der einen noch bei der anderen Gelegenheit in das
Western Australian Legislative Assembly (deutsch: Westaustralische Gesetzgebende Versammlung), dem Unterhaus des Parliament of Western Australia (deutsch: Parlament von Westaustralien) im Parliament House in Perth gewählt wurde, kam er beim zweiten Versuch bis auf 0,12 % an den Gewinner des Sitzes der Australian Labor Party heran, die diesen seit 1968 innehatte.

## Werkverzeichnis (Auswahl)

### Science Fiction
- Man-Kzin Wars No. X: The Wunder War (2003)[1]
- Man-Kzin Wars XII enthält drei Erzählungen von Colebatch als Mitautor (2009)
  - The Trooper and the Triangle
  - AQUILA ADVENIO
  - Echoes of Distant Guns
- Man-Kzin Wars XIII als Mitautor (2012)[1]

### Science Fiction (Kurzfassungen)
- The Colonel's Tiger (1995)[1]
- Telepath's Dance (1998)
- His Sergeant's Honor (2002)
- Music Box (2003)
- Peter Robinson (2003)
- The Corporal in the Caves (2003)
- Catspaws (2005)
- Grossgeister Swamp (2005)
- Three at Table (2005)
- String (2009) mit Matthew Joseph Harrington
- The Trooper and the Triangle (2009)
- Misunderstanding (2012) mit Jessica Q. Fox
- A Man Named Saul (2013) mit Jessica Q. Fox
- Deadly Knowledge (2013)
- The Marmalade Problem (2013)
- The White Column (2013)
- Excitement (2019) mit Jessica Q. Fox
- Sales Pitch (2019)

### Poesie
- Spectators On the Shore (1975)[13]
- In Breaking Waves (1979)
- Outer Charting (1985)
- The Earthquake Lands (1990)
- The Stonehenge Syndrome (1993)
- Primary Loyalties (1999) (mit Peter Kocan und  Andrew Lansdown)
- The Light River (2007)
- The Age of Revolution (2008)

### Essays
- Letter (SF Commentary 6)[1]
- Letter (SF Commentary 7)

### Romane
- One War for Wunderland (2003)[1]
- Aquila Advenio (2009) mit M. J. Harrington
- Time Machine: Troopers (2011)
- Counterstrike (2011)
- Treasure Planet (2013) mit Jessica Q. Fox
- Freedom (2020) mit Jessica Q. Fox

### Prosa
- Claude de Bernales: The Magnificent Miner: A Biography (1996)
- Steadfast Knight: A Life of Sir Hal Colebatch (2004)
- Return of the Heroes: The Lord of the Rings, Star Wars, Harry Potter, and Social Conflict (2003)
- The Colonel's Tiger in Man-Kzin Wars VII,  Baen, 1995
- Good work and friendship : the Victoria League for Commonwealth Friendship in Western Australia 1909–2009 (2010)
- The Modest Member, offizielle Biografie von Bert Kelly (2012)
- Australia’s Secret War: How Unionists Sabotaged Our Troops in World War II (2013)
- Fragile Flame : The Uniqueness and Vulnerability of Scientific and Technological Civilization (2013)
- Caverns of Magic (2006)
- Blair’s Britain: British Culture Wars and New Labour (1999)